# Teufelsmauer

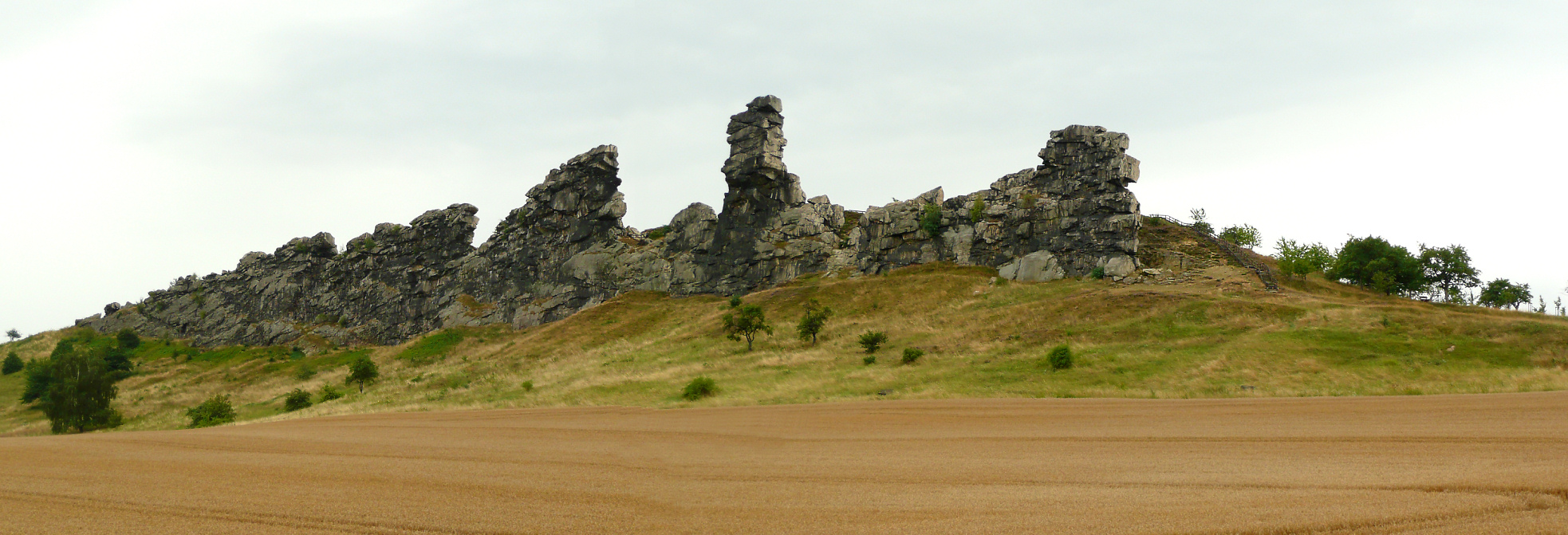
Veduta di una cresta del Teufelmauer, la cosiddetta Mittelstein ("roccia di mezzo")

Il Teufelsmauer ("Muro del Diavolo") è una formazione rocciosa costituita da dure arenarie del Cretaceo superiore nella parte settentrionale della regione dello Harz, nella Germania centrale. Questa parete rocciosa si estende da Blankenburg a Ballenstedt, passando per Weddersleben e Rieder. Le singole rocce più importanti del Teufelsmauer hanno nomi propri. Il Teufelsmauer vicino a Weddersleben è chiamato anche Adlersklippen ("falesie dell'aquila").
Molte leggende e miti sono stati elaborati per cercare di spiegare questa insolita formazione rocciosa. Già nel 1833 è stata posta sotto tutela e, nel 1852, dal capo dell'autorità distrettuale per impedire l'estrazione della ricercata pietra arenaria. Il Teufelsmauer vicino a Weddersleben è protetto dal 1935 come riserva naturale ed è quindi una delle più antiche riserve naturali della Germania.

## Descrizione

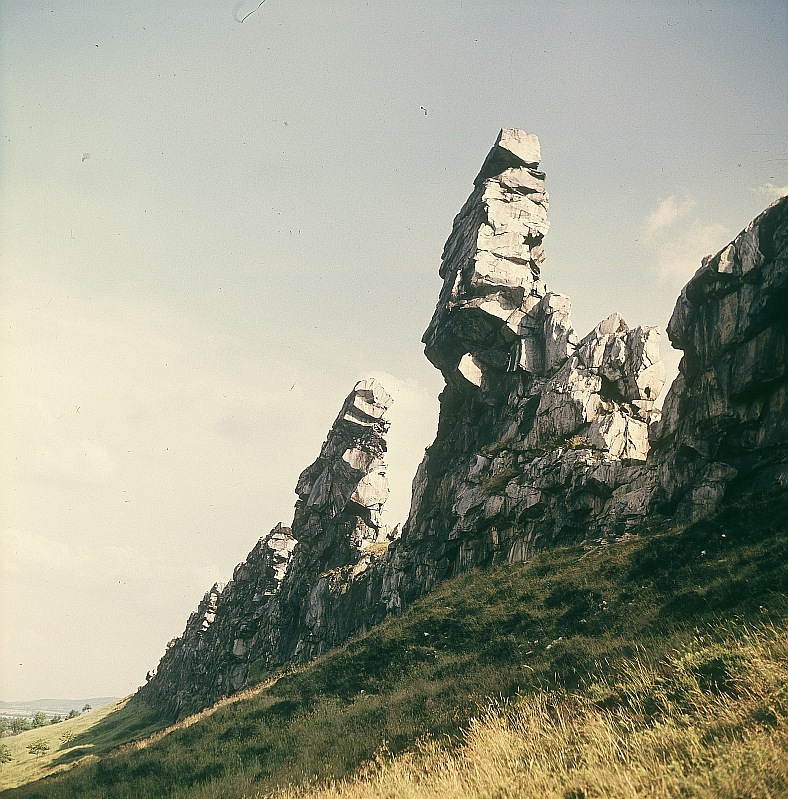
Particolare della Mittelstein

La fascia di roccia che forma il Teufelsmauer affiora in tre punti tra Ballenstedt a sud-est e Blankenburg (Harz) a nord-ovest, per una distanza di 20 km. Inizia con un affioramento noto come Gegensteine a nord-ovest di Ballenstedt e continua con la forma del Teufelsmauer da sud di Weddersleben a Warnstedt. Qui, le formazioni della Königstein, della Mittelsteine e della Papensteine emergono da una linea di roccia lunga circa 2 km che corre da sud-est a nord-ovest. A nord-ovest continua come una cresta tra Timmenrode e Blankenburg (Harz) che comprende l'Hamburger Wappen, l'Heidelberg e le falesie di Großvater e Großmutter.

## Geologia

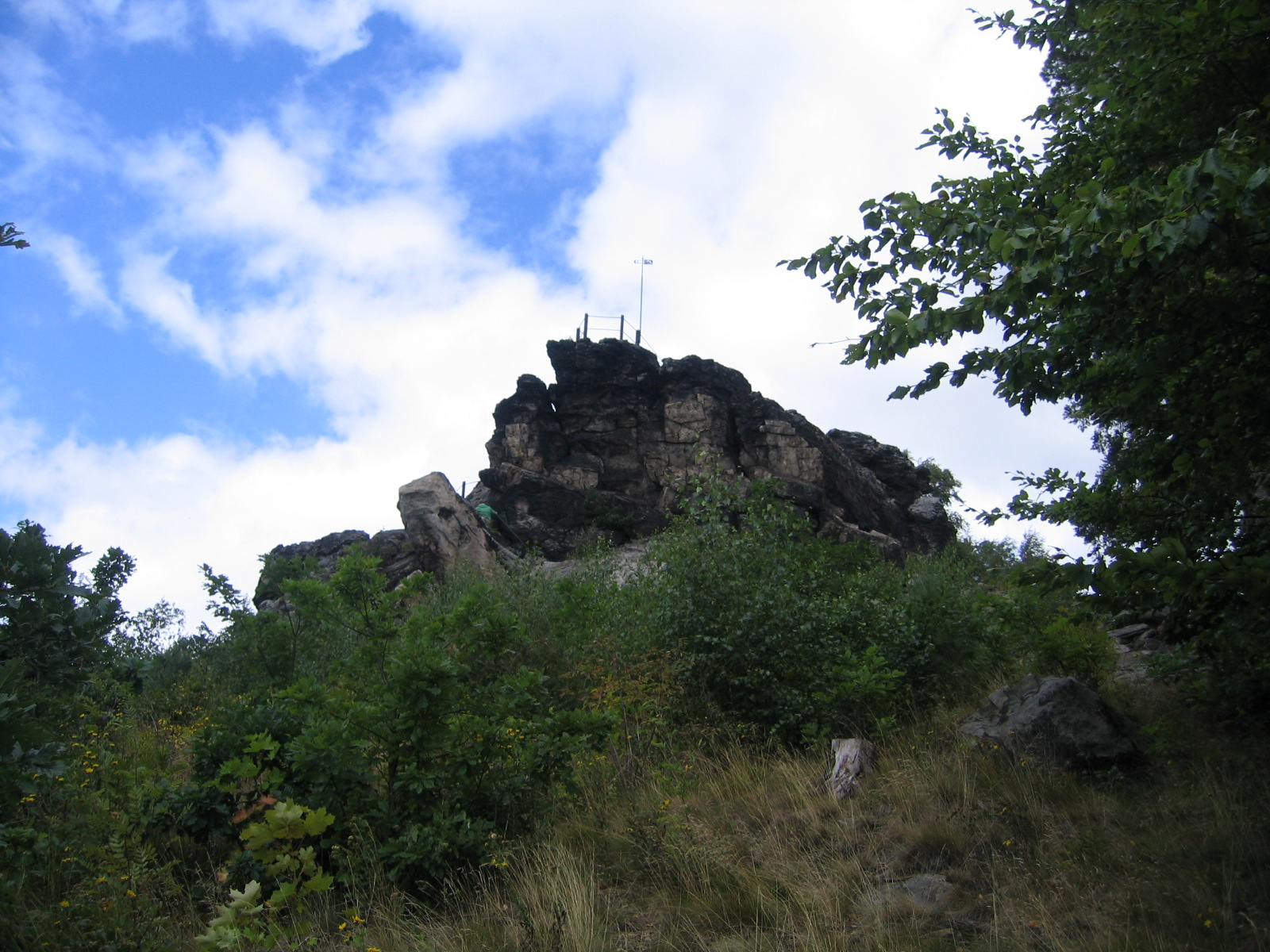
Vista della roccia del Großvater da Blankenburg

Gli affioramenti rocciosi del Teufelsmauer sono costituiti da arenarie dure di varie epoche del Cretaceo superiore. Gli strati del Cretaceo superiore, prevalentemente argillosi e calcarei, sono intervallati da arenarie più dure, come l'Arenaria di Heidelberg, nonché da calcari. Inoltre, la quarzificazione causata dall'apporto di acido silicico ha portato a un indurimento estremo delle arenarie, limitato a pochi metri degli strati precedentemente orientati orizzontalmente.
La successiva erosione delle rocce più morbide ha esposto gli strati di roccia dura sotto forma di costole prominenti che formano falesie e pinnacoli alti fino a 20 metri. Alcuni sono stati successivamente distrutti dall'azione dei fiumi o dei ghiacciai dell'era glaciale. Il risultato è che oggi nel Teufelsmauer sono presenti diverse brecce.
I singoli elementi del Teufelsmauer non hanno esattamente la stessa età. Le fasce rocciose fortemente inclinate vicino a Blankenburg comprendono arenarie quarzitiche del Santoniano. Al contrario, la cresta frastagliata formata dal Teufelsmauer presso Weddersleben è costituita da depositi più giovani, e quindi inalterati, di strati senoniani superiori. Questa cresta raggiunge la sua massima altezza in corrispondenza del Mittelstein (185,2 m) e del Königsstein (184,5 m) e si eleva di circa 50 m sopra la Gola di Bode.

## Archeologia
I ritrovamenti archeologici a Teufelsmauer mostrano tracce del Paleolitico, della cultura della ceramica lineare e dell'Età del Bronzo.